# Сота Хираяма
Сота Хираяма (на японски: 平山 相太) е японски футболист.

## Национален отбор
Записал е и 4 мача за националния отбор на Япония.
| Япония | Япония | Япония |
| Година | Мачове | Голове |
| ------ | ------ | ------ |
| 2010   | 4      | 3      |
| Общо   | 4      | 3      |